# ドミトリ・ポロズ
ドミトリ・ドミトリイェヴィチ・ポロズ（Dmitry Dmitriyevich Poloz、1991年7月12日 - ）は、ロシア・スタヴロポリ出身のプロサッカー選手。元ロシア代表。ポジションは、フォワード（WG）。

## クラブ経歴
地元スタヴロポリのクラブでプレーを始め、2008年にFCロコモティフ・モスクワのユースチームに入団。2009年7月のロシアカップ・FC SKA-エネルギア・ハバロフスク戦でプロデビュー。しかしレギュラー争いに割って入ることは出来ず、リーグ戦の出場がないままロコモティフを退団した。
2012年1月、FCロストフと3年契約を結んだ。
2017年6月、FCゼニト・サンクトペテルブルクに移籍。契約は3年。
2019年7月4日、PFCソチに移籍。

## 代表歴
2014年9月のアゼルバイジャン戦でロシア代表デビュー。

### ゴール
| №  | 開催日         | 開催地                         | 対戦相手   | スコア | 結果 | 大会概要 |
| -- | -------------- | ------------------------------ | ---------- | ------ | ---- | -------- |
| 1. | 2017年6月5日   | ブダペスト、グルパマ・アレーナ | ハンガリー | 3–0    | 3–0  | 親善試合 |
| 2. | 2017年10月10日 | カザン、カザン・アリーナ       | イラン     | 1–1    | 1–1  | 親善試合 |

## タイトル

### クラブ
ロストフ
- ロシア・カップ: 2013–14